# Daniela Marra
Antonia Daniela Marra (Reggio Calabria, 10 dicembre 1984) è un'attrice italiana.

## Biografia
Nasce a Reggio Calabria e sin dall'adolescenza s'interessa al teatro. Si laurea in scienze storiche del territorio e della cooperazione internazionale e frequenta la Scuola del Teatro Stabile di Torino. Sul finire del percorso formativo viene selezionata per far parte del cast di Fuoriclasse, serie tv Rai al fianco di Luciana Littizzetto, successivamente inizierà un percorso teatrale che la porterà a confrontarsi non solo con diversi registi e autori ma anche con la scrittura e l'autoproduzione teatrale e il lavoro nel sociale attraverso il teatro e la danza.
Davanti alla macchina da presa viene diretta da Marco Bellocchio in “Esterno Notte” dove interpreta il ruolo di Adriana Faranda e per il quale nel 2023 viene Candidata come migliore attrice non protagonista ai premi David di Donatello e ai Nastri d’argento.
Davanti alla macchina da presa viene diretta - tra gli altri- da Piero Messina, Stefano Lodovichi, Annarita Zambrano, Renato De Maria, Davide Marengo. 
In teatro è stata diretta, tra gli altri da Mauro Avogadro, Vincenzo Pirrotta; Giuliano Scarpinato, Walter Malosti, Filippo Gili.
Nel 2023 ha terminato le riprese di “Iddu” di Fabio Grassadonia e Antonio Piazza di cui è protagonista.

## Filmografia

### Cinema
- Ripopolare la reggia (Peopling the Palaces at Venaria Reale), regia di Peter Greenaway (2007)
- Dimmi la verità, regia di Daniele Segre (2008)
- La terra dei santi, regia di Fernando Muraca (2015)
- Esterno notte, regia di Marco Bellocchio (2022)
- Rossosperanza, regia di Annarita Zambrano (2023)
- Iddu - L'ultimo padrino,  regia di Fabio Grassadonia e Antonio Piazza (2024)

### Televisione
- Fuoriclasse, regia di Riccardo Donna – serie TV (2011)
- Baciamo le mani - Palermo New York 1958, regia di Eros Puglielli – serie TV (2013)
- Le mani dentro la città, regia di Alessandro Angelini – serie TV (2014)
- Squadra antimafia – serie TV (2015-2016)
- Il cacciatore, regia di Davide Marengo e Stefano Lodovichi – serie TV, 13 episodi (2018-2020)
- I Medici - Nel nome della famiglia (Medici: The Magnificent), regia di Christian Duguay – serie TV (2019)
- L'Ora - Inchiostro contro piombo, regia di Piero Messina, Ciro D'Emilio, Stefano Lorenzi – serie TV (2022)

## Teatro
- Ovvi Destini, regia e drammaturgia Filippo Gili
- Nulla è più dolce d' amore... evento spettacolo su Nosside di Locri: drammaturgia, regia e ideazione del progetto vincitore bando cultura regione Calabria 2018, in collaborazione con il Museo e parco archeologico di Locri.
- Welcome! Performer ed ideazione dello spettacolo, nell'équipe ZEROGRAMMI
- Le donne all'assemblea di Aristofane, regia di V. Pirrotta
- I Ciechi di Maeterlinck, regia Giuliano Scarpinato
- Gli innamorati di Carlo Goldoni, a cura di Guido Fogacci
- Vivere per addizione di C. Abate, regia di M. Consagra
- Gli anni veloci di C. Abate, regia di M.Consagra
- Sogno di una notte di mezza estate di William Shakespeare, regia di A. Battistini
- L'Hèritage di Koltès, regia di A. Pizzech
- Eine Kleine Rathausmuzik, regia di A. Pizzech
- L'istruttoria di P. Weiss, regia di D. Salvo
- L'incorruttibile di Hoffmanstal, regia di M. Avogadro

## Riconoscimenti
- David di Donatello
  - 2023 – Candidatura alla migliore attrice non protagonista per Esterno notte

- Nastri d'argento - Grandi Serie
  - 2023 – Candidatura alla migliore attrice non protagonista per Esterno notte